# توماس بويس
توماس بويس (بالإنجليزية: Thomas Bowes)‏ هو عازف كمان بريطاني، ولد في 1960 في ولوين جاردن سيتي في المملكة المتحدة.

## وصلات خارجية
- توماس بويس على موقع IMDb (الإنجليزية)
- توماس بويس على موقع ديسكوغز (الإنجليزية)